# La Côte
La Côte é o nome pela qual é conhecida a região na margens do Lago Lemano, virada a Leste, do cantão de Vaud na região Lemánica.

## Características
O nome La Côte - em português  encosta -  provém do facto de o terreno ser ligeiramente inclinado com uma declive suave e devido à sua exposição a nascente recebe o Sol desde o amanhecer e a refracção deste no lago.
Inteiramente vinícola, situa-se entre os contrafortes do Jura, a Oeste, e o Lago Lemano, a Este, e estende-se por 1 900 hectares desde a fronteira com o cantão de Genebra, a Sul, até Lausana, a Norte, durante cerca de 50 km. 
É nesta zona que se encontra a Escola Engenheiros de Changins local de formação em viticultura, enologia e arboricultura .

## Variedades
Fazem parte desta região quase todas as comunas vinícolas do distrito de Nyon e distrito de Morges que produzem 50 % dos vinhos brancos do cantão de Vaud - a outra metade é produzida na região de Lavaux.
São principalmente cultivados o Chasselas pelo seu carácter vivo, com sabor ao fruto, e ligeiro. Esta variedade de uva é conhecida nas zonas francófonas como fendant pelo facto de se derreter (fondre) na boca.  As variedades mais reconhecidas são o Chardonnay, o Pinot gris e o Gewürztraminer, todos finamente aromatizados.
A região fornece também 50 % dos vinhos tinto de Vaud, os Pinot noir com a sua elegância e o Gamay com sabor a truta e generoso.

## Nomes
As localidades onde são produzidos, deram origem às denominações dos vinhos tais como : Aubonne, Begnins, Bursinel, Féchy, Lonay, Luins, Mont-sur-Rolle, Morges, Nyon ,Perroy, Tartegnin, Côteau de Vincy e  Vinzel.